# すみれの丘
すみれの丘は、バラの園芸品種の1つ。

## 概要
1979年に日本で、小林森治によって作出された。
一季咲きのつるバラ。つるバラで青系の花を咲かせる珍しい品種。青系のつるバラは枝変わりであることが多く、つる性が不安定なことが普通だが、すみれの丘は最初からつるバラとして作出されているので、安定している。交配種は、((たそがれ×実生)×(実生×たそがれ))×(実生×(実生×みかも))。樹高は2mになる。丸弁高芯咲きの淡い青紫色の花を、数輪で房咲きに咲かせる。花径は7cm。花付きがよい。青バラの生理的特徴を受け継いでおり、夏になると落葉し下葉を落としやすい。樹勢は中程度、棘が少なく、枝がしなやかなので誘引しやすい。耐病性は普通と評価されている。うどん粉病に弱いので注意が必要。